# Gelasma privata
Gelasma privata là một loài bướm đêm trong họ Geometridae.